# Кристал-Лонс (Іллінойс)
Кристал-Лонс (англ. Crystal Lawns) — переписна місцевість (CDP) в США, в окрузі Вілл штату Іллінойс. Населення — 1830 осіб (2020).

## Географія
Кристал-Лонс розташований за координатами 41°34′7″ пн. ш. 88°9′50″ зх. д. / 41.56861° пн. ш. 88.16389° зх. д. (41.568531, -88.163925).  За даними Бюро перепису населення США в 2010 році переписна місцевість мала площу 1,63 км², уся площа — суходіл.

## Демографія
Згідно з переписом 2010 року, у переписній місцевості мешкали 1872 особи в 703 домогосподарствах у складі 531 родини. Густота населення становила 1150 осіб/км².  Було 729 помешкань (448/км²).
Расовий склад населення:
| - 92,4 % — білих - 1,0 % — чорних або афроамериканців - 0,6 % — азіатів - 0,3 % — корінних американців - 4,1 % — осіб інших рас |

До двох чи більше рас належало 1,7 %. Частка іспаномовних становила 10,8 % від усіх жителів.
За віковим діапазоном населення розподілялося таким чином: 21,0 % — особи молодші 18 років, 63,6 % — особи у віці 18—64 років, 15,4 % — особи у віці 65 років та старші. Медіана віку мешканця становила 42,3 року. На 100 осіб жіночої статі у переписній місцевості припадало 108,7 чоловіків;  на 100 жінок у віці від 18 років та старших — 104,7 чоловіків також старших 18 років.
Середній дохід на одне домашнє господарство  становив 76 871 долар США (медіана — 75 224), а середній дохід на одну сім'ю — 80 454 долари (медіана — 73 889). Медіана доходів становила 52 668 доларів для чоловіків та 31 548 доларів для жінок. За межею бідності перебувало 3,7 % осіб, у тому числі 5,2 % дітей у віці до 18 років та 11,0 % осіб у віці 65 років та старших.
Цивільне працевлаштоване населення становило 1131 осіб. Основні галузі зайнятості: виробництво — 28,5 %, освіта, охорона здоров'я та соціальна допомога — 22,0 %, роздрібна торгівля — 12,2 %, мистецтво, розваги та відпочинок — 10,9 %.